# Échafaudage (programmation)
L'échafaudage ou scaffolding en anglais est une manière de concevoir des logiciels liés par exemple à une base de données ou à un service web.
Dans le cas d'une base de donnée cette technique est souvent fournie avec le patron de conception Modèle-vue-contrôleur, dans lequel le développeur écrit une spécification décrivant comment la base de données sera utilisée. Le compilateur génère le code source de création, lecture, mise à jour et suppression (CRUD) des données en base pour l'application. Cet échafaudage est le point de départ d'une application plus puissante.
L'échafaudage fut popularisé par le framework Ruby on Rails en 2005. Il a été adopté par d'autres tel que Monorail (.Net), Symfony (PHP), CodeIgniter, CakePHP, Yii Framework, Model-Glue, Grails, Gaia Flash Framework et AngularJS.